# Étalle (Belgique)
Pour les articles homonymes, voir Étalle.
Étalle (en gaumais Ètaule) est une commune francophone de Belgique située en Région wallonne dans la province de Luxembourg, ainsi qu’une localité où siège son administration. Elle fait partie de la Lorraine gaumaise.

## Géographie
La commune d’Étalle est située dans le sud de la province de Luxembourg, dans une région appelée la Lorraine belge (prolongement de la Lorraine française), et dans une région culturelle appelée la Gaume.
Étalle est le chef-lieu du canton du même nom. Une justice de paix y est installée.
Les villages de Vance, Sivry et Étalle, sont traversés par la Semois, rivière qui prend sa source à Arlon et va se jeter dans la Meuse à Monthermé (département français des Ardennes).
Le village est traversé par la route nationale 83 reliant Arlon et Bouillon. Il est en outre contourné par l’ouest par la route nationale 87 reliant la frontière française à Lamorteau (Rouvroy) et Parette (Attert), près de la frontière luxembourgeoise.

### Sections de commune et villages

#### Sections
| # | Section                 | Superf. (km2) | Habitants (2020) | Habitants par km2 | Code INS |
| - | ----------------------- | ------------- | ---------------- | ----------------- | -------- |
| 1 | Étalle                  | 27,20         | 1 946            | 72                | 85009A   |
| 2 | Vance                   | 15,86         | 1 175            | 74                | 85009B   |
| 3 | Chantemelle             | 3,31          | 478              | 144               | 85009C   |
| 4 | Buzenol                 | 5,01          | 344              | 69                | 85009D   |
| 5 | Sainte-Marie-sur-Semois | 19,32         | 1 604            | 83                | 85009E   |
| 6 | Villers-sur-Semois      | 8,72          | 414              | 47                | 85009F   |

#### Villages
- Étalle : Lenclos et Sivry
- Sainte-Marie-sur-Semois : Croix-Rouge, Fratin, Huombois
- Vance : Villers-Tortru
- Villers-sur-Semois : Mortinsart

### Communes limitrophes
|          | Habay  |             |
| Tintigny | Étalle | Arlon       |
| Virton   |        | Saint-Léger |

## Démographie

### Évolution démographique avant la fusion de 1977
- Source : DGS, 1831 à 1970 = recensements population, 1976 = habitants au 31 décembre.
- 1900 : scission de Buzenol.

### Évolution démographique de la commune fusionnée
En tenant compte des anciennes communes entraînées dans la fusion de communes de 1977, on peut dresser l'évolution suivante :
Les chiffres des années 1831 à 1970 tiennent compte des chiffres des anciennes communes fusionnées.
- Source : DGS, de 1831 à 1981 = recensements population ; à partir de 1990 = nombre d'habitants chaque 1er janvier[2].

## Histoire
Étalle a une histoire très ancienne. L'endroit fut occupé dès l'âge du fer. Sur le site de Montauban-Buzenol, on a découvert un grand site archéologique dont une gravure exceptionnelle représentant la moissonneuse des Trévires (peuple celte occupant alors la région), machine agricole citée par plusieurs auteurs romains (dont Pline). Ce site, Montauban, est un des plus célèbres d'Europe. Par ailleurs, le site de la tranchée des portes est le plus grand Oppidum de Belgique (100 hectares) et du pays des trévires. De récentes découvertes permettent de dater la première occupation au plus tôt vers 4000 ans avant J.-C.
La dénomination « Étalle » vient du latin STABULUM, signifiant «séjour, gite». Stabulum était un relais romain sur la voie romaine Reims-Trèves (la chaussée romaine existe toujours et on peut l'emprunter notamment de Sivry à Sampont). Ce nom est ensuite devenu Estale[réf. souhaitée] puis enfin Étalle. Les habitants d'Étalle se nomment les Stabulois.
Au cours de la Seconde Guerre mondiale, le 10 mai 1940, jour du déclenchement de la Bataille de France, en réaction à l'invasion de la Belgique par l'Allemagne, l'armée française pénètre immédiatement en Belgique. C'est ainsi que vers 9 h, des éléments de la 2e division légère de cavalerie commencent à occuper Étalle, lorsqu'une heure après surgissent les premiers Allemands du Schützen-Regiment 69 (de la 10e Panzerdivision), qui entreprennent alors de s'emparer du pont sur la Semois que protègent les défenseurs par une barricade, mais cette première attaque échoue, ce qui pousse les Allemands à déborder les positions des Français. Malgré la destructions de trois automitrailleuses de découverte françaises, cette seconde attaque marque le pas jusqu'à l'arrivée des chars du Panzer-Regiment 7 (de la 10. Panzer-Division) ; les défenseurs détruisent également quelques chars ennemis mais sont néanmoins pris au piège dans Étalle ; une première tentative de dégagement échoue et une seconde, le soleil se couchant, est annulée, laissant Étalle aux Allemands.

## Héraldique
|  | La commune possède des armoiries, mais qui n’ont pas été confirmées officiellement. Blasonnement : Fascé de vair et de gueules de quatre pièces, à la plaine d'argent. Source du blasonnement : Selon le Nouvel Armorial Belge G. Dansaert, édition 1949. (Moorthamers J. Bxl) |

## Politique et administration

### Conseil et collège communal 2024-2030
Ci-dessous, le tableau des résultats des élections communales de 2024.
| Parti | Parti  | Voix (2024) | Voix (2018) | % (2024) | % (2018) | +/-     | Sièges  | +/- | Collège |
| ----- | ------ | ----------- | ----------- | -------- | -------- | ------- | ------- | --- | ------- |
|       | ECOLO  | 493         | 1.029       | 12,69%   | 27,30%   | 14.61 % | 1 / 17  | 3.0 | Non     |
|       | MAYEUR | 3.391       | 2.740       | 87,31%   | 72,70%   | 14.61 % | 16 / 17 | 3.0 | Oui     |
| Total | Total  | 3 884       | 3 769       | 100 %    | 100 %    |         | 17      |     |         |

| Collège communal   |                   |             |
| ------------------ | ----------------- | ----------- |
| Bourgmestre        | Henri Thiry       | MR - MAYEUR |
| 1er Échevine       | Mélissa Hanus     | PS - MAYEUR |
| 2e Échevin         | Sébastien Peiffer | MAYEUR      |
| 3e Échevin         | Jean-Luc Falmagne | MAYEUR      |
| 4e Échevin         | Laurent Maillen   | PS - MAYEUR |
| Présidente du CPAS | Virginie Roelens  | MAYEUR      |

### Sécurité et secours
La commune fait partie de la zone de police Gaume pour les services de police, ainsi que de la zone de secours Luxembourg pour les services de pompiers. Le numéro d'appel unique pour ces services est le 112.

## Patrimoine et culture

### Patrimoine architectural

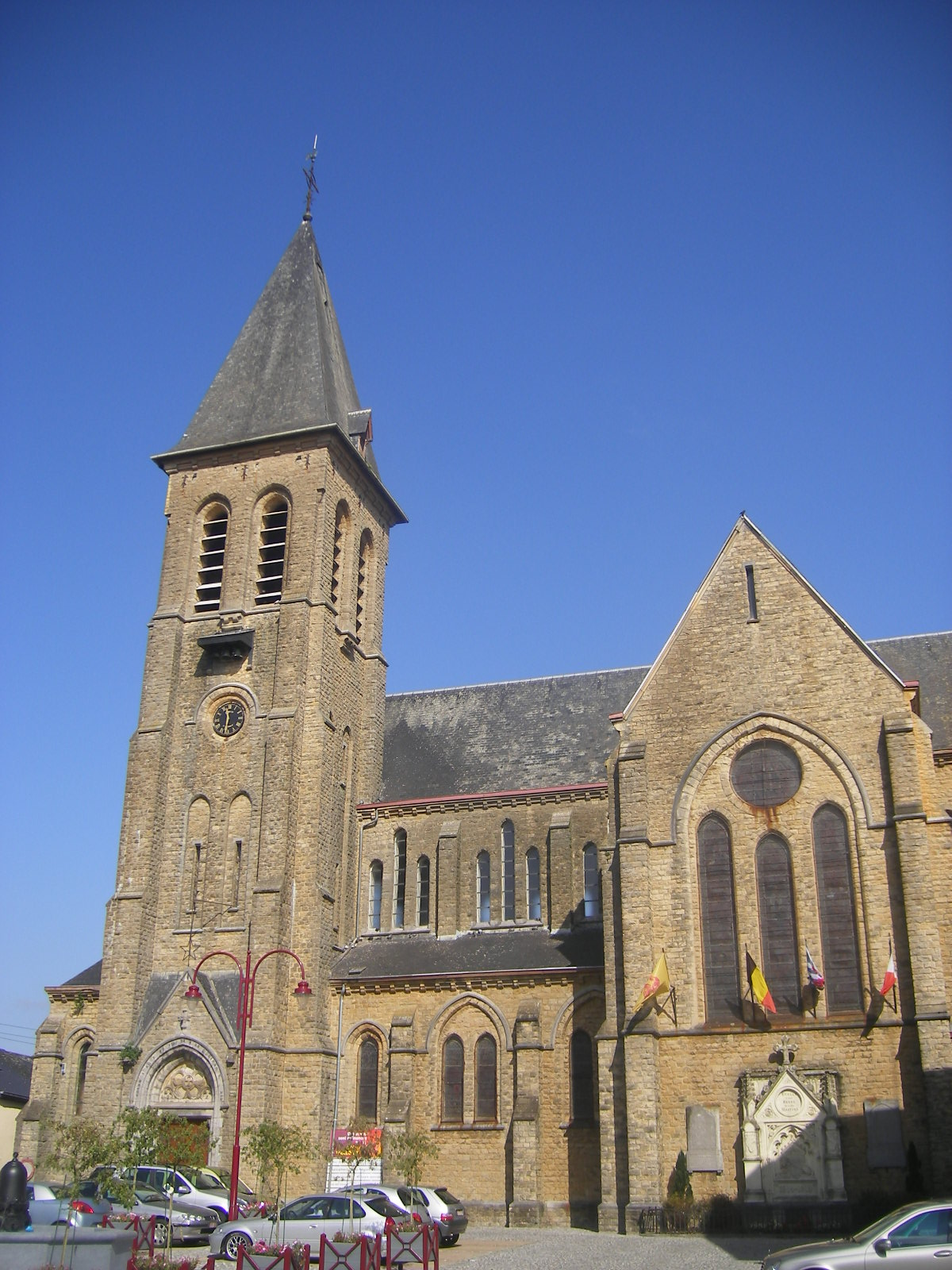
L’église Saint-Léger.

- Le patrimoine immobilier classé.

## Économie
Les sources d’eaux minérales découvertes dans la région d’Étalle ont permis à la multinationale du secteur alimentaire Nestlé (Valvert étant une marque d’eau minérale naturelle du groupe Nestlé, département Waters Marketing & Distribution) d’y installer une importante usine d’embouteillage et d’exporter sa production dans toute l’Europe grâce à un accès direct au chemin de fer et au réseau autoroutier européen.